# Stephen McKinley Henderson
Cet article concerne l'acteur et producteur délégué américain. Pour le footballeur irlandais, voir Stephen Henderson (footballeur).
Stephen McKinley Henderson, né le 31 août 1949 à Kansas City (Missouri) aux États-Unis, est un acteur américain.

## Filmographie

### Cinéma
- 1979 : A Pleasure Doing Business : Bank teller
- 1985 : Marie : Cooper's Husband
- 2004 : Everyday People : Arthur (en tant que Stephen McKinley Henderson)
- 2004 : Keane : Garage Employee
- 2006 : Waltzing Anna : Pete
- 2008 : If You Could Say It in Words : Baseball Fan
- 2009 : The Good Heart : Psychiatrist
- 2011 : Extrêmement fort et incroyablement près : Walt the Locksmith (en tant que Stephen McKinley Henderson)
- 2011 : Le Casse de Central Park : Lester (en tant que Stephen McKinley Henderson)
- 2012 : Lincoln : William Slade (en tant que Stephen McKinley Henderson)
- 2012 : Red Hook Summer : Deacon Yancy
- 2014 : Da Sweet Blood of Jesus : Deacon Yancy
- 2014 : The Romans : Birdman
- 2016 : All At Once : Robert
- 2016 : Fences : Jim Bono (en tant que Stephen McKinley Henderson)
- 2016 : Manchester by the Sea : Mr. Emery (en tant que Stephen McKinley Henderson)
- 2016 : The American Side : Stickney
- 2017 : Lady Bird : Father Leviatch (en tant que Stephen McKinley Henderson)
- 2018 : The True Adventures of Wolfboy
- 2021 : Dune de Denis Villeneuve : Thufir Hawat
- 2022 : Causeway de Lila Neugebaue : Dr Lucas
- 2023 : Beau Is Afraid d’Ari Aster : Dr Jeremy Friel
- 2024 : Dune, deuxième partie de Denis Villeneuve : Thufir Hawat
- 2024 : Civil War d'Alex Garland : Sammy
- 2025 : Good Fortune d'Aziz Ansari

### Courts-métrages
- 2008 : Blood Over a Broken Pawn
- 2008 : Premature

### Télévision

#### Séries télévisées
- 1989 : American Playhouse : Bobo
- 1995 : New York News : Sherman Wakes
- 1995-2010 : New York - Police judiciaire : Judge Marc Kramer / Judge Gerald Mowat
- 2000 : New York 911 : Boudreaux
- 2001 : New York - Section criminelle : Abernathy
- 2005-2006 : New York - Unité spéciale : Judge Bernard
- 2006 : Conviction : Judge
- 2006 : SCI FI Investigates : Lui-même
- 2007 : Working in the Theatre : Lui-même
- 2008 : Brotherhood
- 2008 : New Amsterdam : Omar
- 2012 : Blue Bloods : Judge Harlan Haywood
- 2012 : Elementary : Groundskeeper Edison
- 2012 : My America
- 2012 : The Newsroom : Solomon Hancock
- 2016 : Hollywood Today Live : Lui-même
- 2016 : Made in Hollywood : Lui-même
- 2016 : Sidewalks Entertainment : Lui-même - Invité
- 2016 : Today : Lui-même - Invité
- 2017 : E! Live from the Red Carpet : Lui-même
- 2017 : Survivor's Remorse : Solomon
- 2017 : The Accidental Wolf : Homeless Man
- 2018 : The Resident
- 2019 : Proven Innocent : Juge Fry
- 2019 : Wu-Tang: An American Saga : Oncle Hollis
- 2020 : Devs (série télévisée) : Stewart
- 2024 : The Madness (série télévisée) : Isiah
- 2024 : A Man on the Inside (série télévisée) : Calbert Graham (5 épisodes)